# Poncione di Braga
Poncione di Braga är en bergstopp i Schweiz.   Den ligger i distriktet Vallemaggia och kantonen Ticino, i den sydöstra delen av landet, 100 km sydost om huvudstaden Bern. Toppen på Poncione di Braga är 2 864 meter över havet, eller 313 meter över den omgivande terrängen. Bredden vid basen är 3,0 km.
Terrängen runt Poncione di Braga är huvudsakligen bergig. Runt Poncione di Braga är det mycket glesbefolkat, med 5 invånare per kvadratkilometer.. Närmaste större samhälle är Cevio, 13,9 km söder om Poncione di Braga. 
I omgivningarna runt Poncione di Braga växer i huvudsak blandskog.